# Estnische Badmintonmeisterschaft 2021
Die Estnische Badmintonmeisterschaft 2021 fand vom 20. bis zum 22. August 2021 in Tartu statt. Es war die 57. Austragung der Titelkämpfe.

## Medaillengewinner
| Disziplin    | Gold                           | Silber                          | Bronze                            |
| ------------ | ------------------------------ | ------------------------------- | --------------------------------- |
| Herreneinzel | Raul Must                      | Karl Kert                       | Hans-Kristjan Pilve               |
| Dameneinzel  | Kristin Kuuba                  | Catlyn Kruus                    | Helis Pajuste                     |
| Herrendoppel | Kristjan Kaljurand Raul Käsner | Artur Ajupov Tauri Kilk         | Robert Kasela Mikk Õunmaa         |
| Damendoppel  | Kristin Kuuba Kati Tolmoff     | Kati-Kreet Marran Helina Rüütel | Hannaliina Piho Sale-Liis Teesalu |
| Mixed        | Raul Must Kristin Kuuba        | Raul Käsner Kati-Kreet Marran   | Mihkel Laanes Helina Rüütel       |